# Inovo, Vidin
Inovo (în bulgară Иново) este un sat în comuna Vidin, regiunea Vidin,  Bulgaria.

## Demografie
Componența etnică a satului Inovo
     Bulgari (97,48%)
     Nicio identificare (2,51%)
     Altele (0%)
La recensământul din 2011, populația satului Inovo era de 717 locuitori. Din punct de vedere etnic, majoritatea locuitorilor (97,48%) erau bulgari. Pentru 2,51% din locuitori nu este cunoscută apartenența etnică.

## Istorie
În perioada otomană, satul este atestat sub numele de Hinovo, numele fiind asociat cu sintagmele „izvor vindecător” sau „ape vindecătoare”. Pe teritoriul actual al satului mai exista atunci și satul Smârdan. În timpul Războiului Ruso-Turc din 1877–1878, la 12/24 ianuarie 1878, la Smârdan, trupe românești au atacat și au cucerit o garnizoană otomană, suferind pierderi de 119 morți și 316 răniți, dintre care 4 morți și 7 răniți au fost ofițeri. În sat există un monument în memoria celor căzuți.
În Războiul Sârbo-Bulgar din 1885, sârbii au atacat și ei Inovo, dar asediul lor a fost respins. Satul Smârdan a fost desființat în 1960, fiind comasat cu satul Inovo.